# Шпильберг (Штирия)
Шпильберг (нем. Spielberg) — городская община в Австрии, в федеральной земле Штирия.
Входит в состав округа Мурталь. Население составляет 5060 человек (на 31 декабря 2005 года). Занимает площадь 22.23 км². Официальный код — 60 914.
Близ Шпильберга расположен автодром «Ред Булл Ринг».

## Политическая ситуация
Бургомистр общины — Курт Биндербауэр (СДПА) по результатам выборов 2005 года.
Совет представителей общины (нем. Gemeinderat) состоит из 21 места.
- СДПА занимает 16 мест.
- АНП занимает 3 места.
- АПС занимает 1 место.
- Зелёные занимают 1 место.